# ビデオ絵本 (ウォーカーズカンパニー)
『ビデオ絵本』（ビデオえほん）は、1988年5月にウォーカーズカンパニーから発売された、子供向け短編アニメビデオシリーズの総称。

## 概要
日本国外・世界の童話・名作児童文学をアニメ化した『世界名作ビデオ絵本シリーズ』、日本の昔話をアニメ化した『日本昔ばなしシリーズ』の2シリーズがある。
当時としては異例な1本980円の低価格ビデオソフトとして話題になり、1988年12月には累計販売本数100万本を突破する大ヒットとなった。通算では180万本を売り上げたとされる。
1989年に『ビデオ絵本』の中から3作を同時収録した『ビデオ絵本なかよしセット』が、1本1980円で発売された。
低予算でアニメを製作するため、作画枚数が極度に抑えられており、動きも非常に少なくなっている。
子供向け英語教材として、『世界名作ビデオ絵本シリーズ』の英語版『VIDEO STORY BOOK』も1本2340円で発売された。

## タイトル

### 世界名作ビデオ絵本シリーズ
1. そんごくう
2. しらゆきひめ
3. シンデレラ
4. ジャックとまめの木
5. あかずきん
6. みにくいアヒルの子
7. 三びきの子ぶた
8. おやゆびひめ
9. ヘンゼルとグレーテル
10. アラジンとまほうのランプ
11. にんぎょひめ
12. おおかみと七ひきの子やぎ
13. ガリバー旅行記
14. アルプスの少女ハイジ
15. 家なき子
16. たから島
17. ふしぎの国のアリス
18. イソップものがたり1
19. アリババと四十人のとうぞく
20. ゆきの女王
21. ピーターパン
22. ながぐつをはいたねこ
23. マッチ売りの少女
24. ねむりひめ
25. ピノキオ
26. 小公女
27. 王子とこじき
28. オズのまほうつかい
29. 若草物語
30. フランダースの犬
31. はだかの王様
32. 小人とくつや
33. はくちょうの王子
34. イソップものがたり2
35. ブレーメンのおんがくたい
36. トムソーヤーの冒険
37. 赤いくつ
38. シンドバッドの冒険
39. 母をたずねて
40. 王様の耳はロバの耳
41. ひみつの花園
42. ロビンフッドの冒険
43. 小公子
44. かえると王女
45. 足ながおじさん
46. 三銃士
47. イソップものがたり3
48. すずのへいたいさん
49. ペリーヌ物語
50. 十五少年漂流記

### VIDEO STORY BOOK
1. ジャックとまめの木
2. あかずきん
3. しらゆきひめ
4. 三びきの子ぶた
5. みにくいアヒルの子
6. ヘンゼルとグレーテル
7. アラジンとまほうのランプ
8. にんぎょひめ
9. ガリバー旅行記
10. イソップものがたり

### 日本昔ばなしシリーズ
1. きんたろう
2. かぐやひめ
3. うらしまたろう
4. さるかにがっせん
5. ももたろう
6. 花さかじいさん
7. いっすんぼうし
8. ぶんぶくちゃがま
9. 一休さん
10. いなばの白うさぎ